# Praça Frederico Arnaldo Ballvé

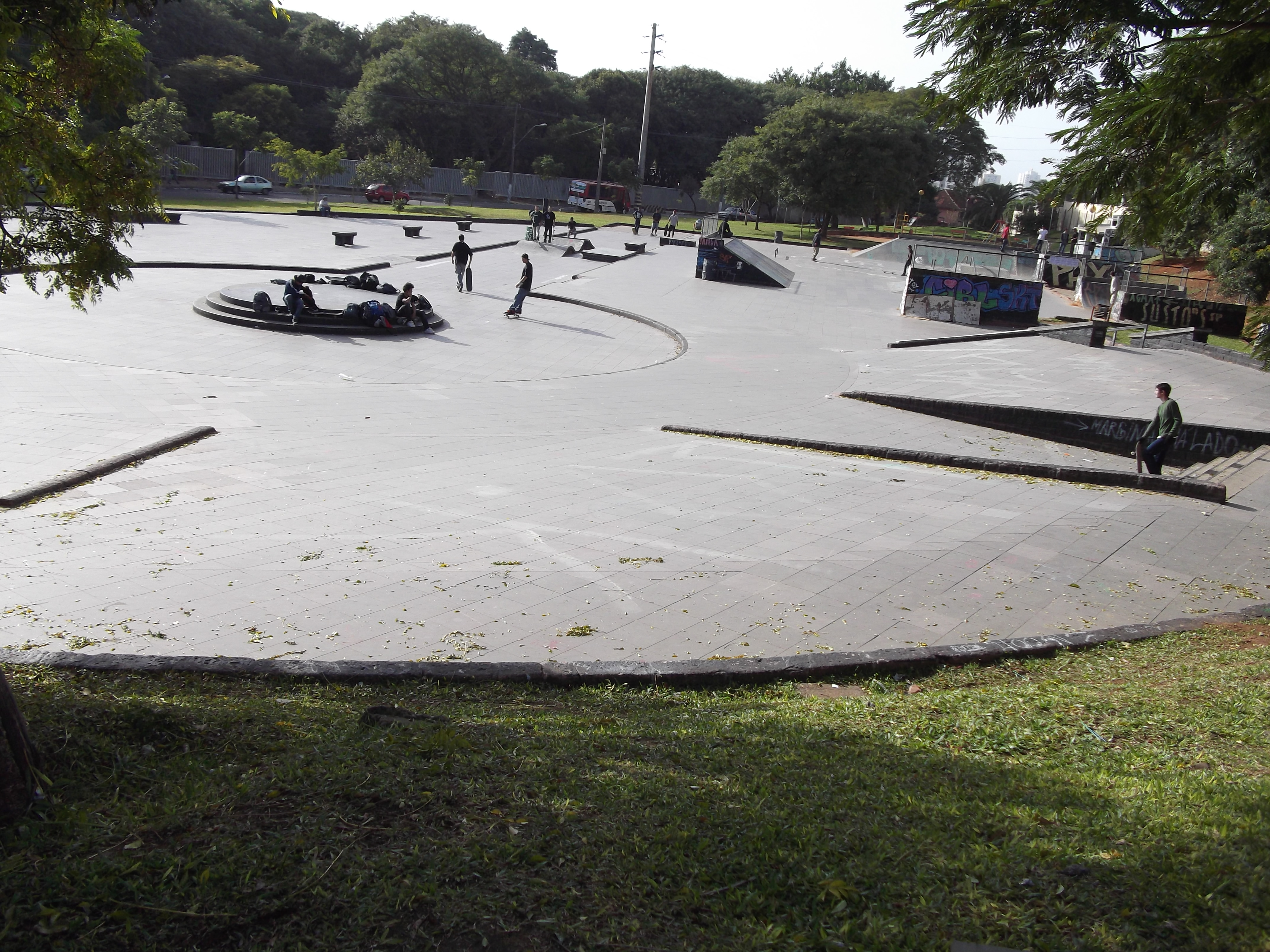
Praça Frederico Arnaldo Ballvé

A Praça Frederico Arnaldo Ballvé é um logradouro da cidade brasileira de Porto Alegre, capital do estado do Rio Grande do Sul. Está localizada na esquina das avenidas Cristóvão Colombo e Eduardo Chartier, no bairro Higienópolis, situando-se próxima da chamada Vila do IAPI.
O nome da praça presta homenagem ao radialista e desportista que se destacou como dirigente do Sport Club Internacional.
Inaugurada em 2001, a praça de 7.131 m² possui pista para a prática de street skate, sendo a maior pista pública do Brasil nessa modalidade, e equipamentos como rampas, passeios internos e externos, escadas, corrimãos, além de calçadas, bancos, bebedouro e vegetação. Como forma de compensar o impacto ambiental causado pelas obras da Terceira Perimetral, as obras foram financiadas pelo Banco Interamericano de Desenvolvimento (BID).